# Кіноринок (Каннський кінофестиваль)

Логотип Кіноринку Каннського кінофестивалю 2011

Кіноринок Каннського кінофестивалю (фр. Le Marché du film du Festival de Cannes) — щорічний міжнародний кіноринок, у рамках якого продавці фільмів і кінопродюсери можуть влаштувати платні покази своїх кіноробіт.
Кіноринок щорічно залучає близько 10 000 учасників, які використовують це унікальне середовище для свого дебюту й відкриття для себе майже 4 000 фільмів і проектів у 32 кімнатах перегляду.

## Історія
Кіноринок Каннського кінофестивалю було засновано 1959 року.

## Дати проведення
- 52-й щорічний Кіноринок Каннського кінофестивалю — 11-20 травня 2011 року
- 53-й щорічний Кіноринок Каннського кінофестивалю — 16-25 травня 2012 року